# Lipkemera corallina
Lipkemera corallina is een krabbensoort uit de familie van de Xanthidae. De wetenschappelijke naam van de soort is voor het eerst geldig gepubliceerd in 1997 door Takeda & Marumura.